# Amedy Coulibaly
Amedy Coulibaly (Juvisy-sur-Orge, 27 de febrero de 1982 - París, 9 de enero de 2015) fue un delincuente y terrorista islamista francés. Coulibaly pasó de la pequeña delincuencia a la gran criminalidad, y después se convirtió al islam radical. Junto a Chérif Kouachi, fue uno de los principales discípulos de Djamel Beghal, según los informes de la subdirección antiterrorista. Coulibaly fue condenado en 2010 junto a Djamel Beghal por su implicación en una tentativa de evasión del terrorista islamista Smaïn Aït Ali Belkacem. El 8 de enero de 2015, Coulibaly mató a una policía de 26 años en Montrouge e hirió de gravedad a un barrendero. El 9 de enero de 2015, fue el autor de la toma de rehenes en Porte de Vincennes durante la cual asesinó a cuatro rehenes, todos judíos. Fue muerto durante el asalto posterior realizado por la policía. En total asesinó a cinco personas e hirió de gravedad a diez más.

## Biografía
Amedy Coulibaly tenía nueve hermanas, fue el séptimo en nacer y el único varón. Sus padres son de Mali. Su juventud se desarrolló en el barrio de La Grande Borne en Grigny. Era apodado «Doly de Grigny». A partir de 2010, vivió en Bagneux con Hayat Boumeddiene, con la cual estaba casado religiosamente desde 2009, pero no civilmente. Hayat Boumeddiene llevaba el velo integral desde mayo de 2009, lo cual le acarreó que tuviera que abandonar su empleo de cajera. Después residieron en Fontenay-aux-Roses. Coulibaly cometió delitos a partir de la edad de 17 años.[cita requerida] Sus parientes justifican esos delitos como consecuencia de las malas compañías que frecuentaba Coulibaly. 
Fue varias veces condenado y encarcelado por robos a partir de 2001. En 2004, un robo a mano armada en una oficina del banco BNP le llevó ante un tribunal que le condenó a seis años de cárcel. Fue en 2005, durante su primera encarcelación, cuando conoció a Chérif Kouachi, encarcelado por su participación en la red yihadista de Buttes-Chaumont y de Djamel Beghal, y en prisión se convirtió en el «guía» de Kouachi. Al salir de la cárcel, Coulibaly se convirtió en vendedor de droga, por lo cual fue condenado a un año y medio de cárcel en 2006. Tras haber cumplido su pena, fue contratado por Coca-Cola en Grigny. Parecía haber dado la espalda a su pasado de delincuente, pero en realidad, se había convertido al islam radical en la cárcel.[cita requerida]
En julio de 2009, fue recibido junto a otras nueve personas en el Palacio del Elíseo por el presidente francés Nicolas Sarkozy. El presidente de la República quería conocer a jóvenes en fase de integración profesional. Coulibaly fue arrestado el 18 de mayo de 2010, inculpado y encarcelado cuatro días más tarde. Su pena fue reducida y salió de la cárcel el 4 de marzo de 2014 con una pulsera electrónica que mantuvo hasta el 15 de mayo de 2014, fecha en que acabó su condena. Residió entonces en el domicilio de su mujer Hayat Boumeddiene. En junio de 2010, se sospechó de su participación en la tentativa de evasión de Smaïn Aït Ali Belkacem, uno de los principales autores de la ola de atentados cometidos en Francia en 1995. El rastreo de la casa de Coulibaly permitió descubrir munición para ametralladora de tipo Kalashnikov, detención de armas por la cual fue condenado a cinco años de cárcel en diciembre de 2013.
Coulibaly es sospechoso de ser el autor de la agresión a un corredor el 7 de enero de 2015 en Fontenay-aux-Roses,[cita requerida] localidad donde residía. El agredido fue herido gravemente con un arma automática, el mismo día que el ataque contra la redacción de Charlie Hebdo. El 8 de enero de 2015 en Montrouge, Coulibaly mató con un Kalashnikov a una policía municipal de varios disparos en la espalda e hirió gravemente a un barrendero, quienes estaban interviniendo en un accidente de coche. Muy cercano a los hermanos Chérif y Said Kouachi, autores de la matanza en la redacción de Charlie Hebdo, Coulibaly es sospechoso de ser el tercer hombre presente en ese ataque. El 9 de enero de 2015 en París, hacia las 13:00 horas, tomó como rehenes a los clientes del supermercado Hyper Cacher (de comida judía) y mató nada más entrar a cuatro personas. Afirmó por teléfono a las 15 horas a la cadena de televisión BFM TV haberse «sincronizado» con los autores de la matanza de Charlie Hebdo y se declaró del Estado Islámico. Coulibaly fue muerto durante el asalto realizado por la policía hacia las 17 horas del día 9 de enero de 2015. Tras su muerte, se difundió un vídeo en el que el propio Amedy Coulibaly reivindicaba sus actos.

## Tras su muerte
Su esposa Hayat Boumeddiene es activamente buscada por la policía tras la toma de rehenes. Según el procurador de la República en París, François Molins, «la esposa de Chérif Kouachi ha telefoneado más de 500 veces durante el año 2014 a Hayat Boumeddiene, lo cual establece lazos constantes y sostenidos entre las dos parejas». Hayat Boumeddiene tomó un vuelo de Madrid hacia Estambul el 2 de enero de 2015 acompañada por un hombre cuyo hermano es conocido por los servicios secretos franceses. Hayat Boumeddiene habría pasado la frontera entre Turquía y Siria el 8 de enero.
La madre y las hermanas de Amedy Coulibaly condenaron los atentados de París y Montrouge, y presentaron sus condolencias a los familiares de las víctimas. Amedy Coulibaly aparece en un vídeo póstumo el 10 de enero difundido en los foros yihadistas y en el sitio saudí Gufulp, en el cual revela su nombre de guerra: « Abou Bassir Abdallah al-Ifrisi, soldado del califato», y reivindica sus actos. Los justifica evocando los ataques de la coalición occidental contra el Estado Islámico y el islam en general. Según los investigadores, esto demuestra que Coulibaly era parte de una red estructurada. El vídeo habría sido rodado en un piso de Gentilly (Val-de-Marne) que el terrorista habría alquilado unos cuantos días como escondite para sus armas. El piso fue descubierto por la policía el día mismo de la difusión del vídeo gracias a listados telefónicos. En el piso, los investigadores descubrieron documentos de identidad al nombre de Coulibaly, cuatro pistolas Tokarev, un revólver, munición, teléfonos, bombas lacrimógenas, detonadores, un chaleco táctico, dinero y banderas del Estado Islámico.
El 15 de enero de 2015, el juez español Eloy Velasco decide abrir una investigación sobre la estancia en Madrid de Coulibaly entre el 31 de diciembre de 2014 y el 2 de enero de 2015.